# 새로운 지식인을 위하여
새로운 지식인을 위하여 ( For the New Intellectual: The Philosophy of Ayn Rand )는 철학자인 아인 랜드의 1961년 작품으로 그녀의 첫 비소설 작품이다.  주요 내용은 그녀의 소설로부터 발췌한 것과 철학의 역사에 관한 보충설명으로 구성되어 있다.